# 아이웨이즈
아이웨이즈(영어: Aiways)는 2017년에 설립된 중국의 전기 자동차 제조업체이다. 사명인 아이웨이즈는 "아이(중국어로 '사랑'을 의미함)가 다가온다"라는 문구에서 유래되었다.